# Katharsis. O uzdrowicielskiej mocy natury i sztuki

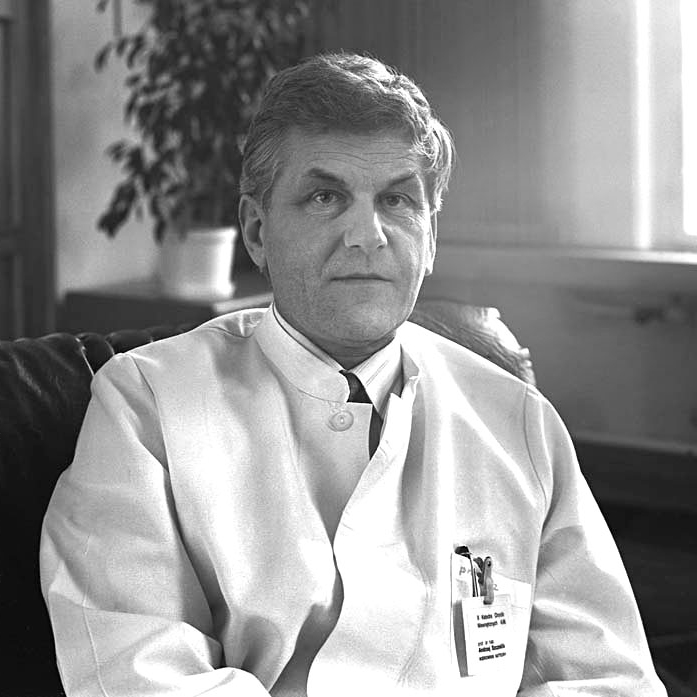
Andrzej Szczeklik (1938–2012) – lekarz, naukowiec i humanista, ówcześnie najczęściej cytowany polski autor publikacji naukowych z dziedziny medycyny i biologii, bohater książki Słuch absolutny

Katharsis. O uzdrowicielskiej mocy natury i sztuki – wydana w 2002 roku książka polskiego profesora medycyny Andrzeja Szczeklika, traktująca o medycynie i sztuce lekarskiej z licznymi odniesieniami do filozofii, poezji, muzyki, sztuki wraz z rozważaniami nad konfrontacją lekarza i pacjenta z chorobą, cierpieniem i przemijaniem. 

## O książce
Jest to jedna z cyklu trzech książek tego autora, które bywają nazywane trylogią o uzdrowicielskiej mocy natury i sztuki. 
Katharsis… należy do gatunku literatury non-fiction i jest zbiorem dwunastu esejów:

- Wstążki
- Konstelacje
- Eliksir życia
- Wężowy splot
- Między sztuką a nauką
- Rytm serca
- Oczyszczająca moc
- Cierpienie
- Exitus
- Chimera
- Po genomie
- Przemiany i powroty

Każdy rozdział książki poprzedzony jest stroną, na której zamieszczono ilustrację z reprodukcją dzieła sztuki.

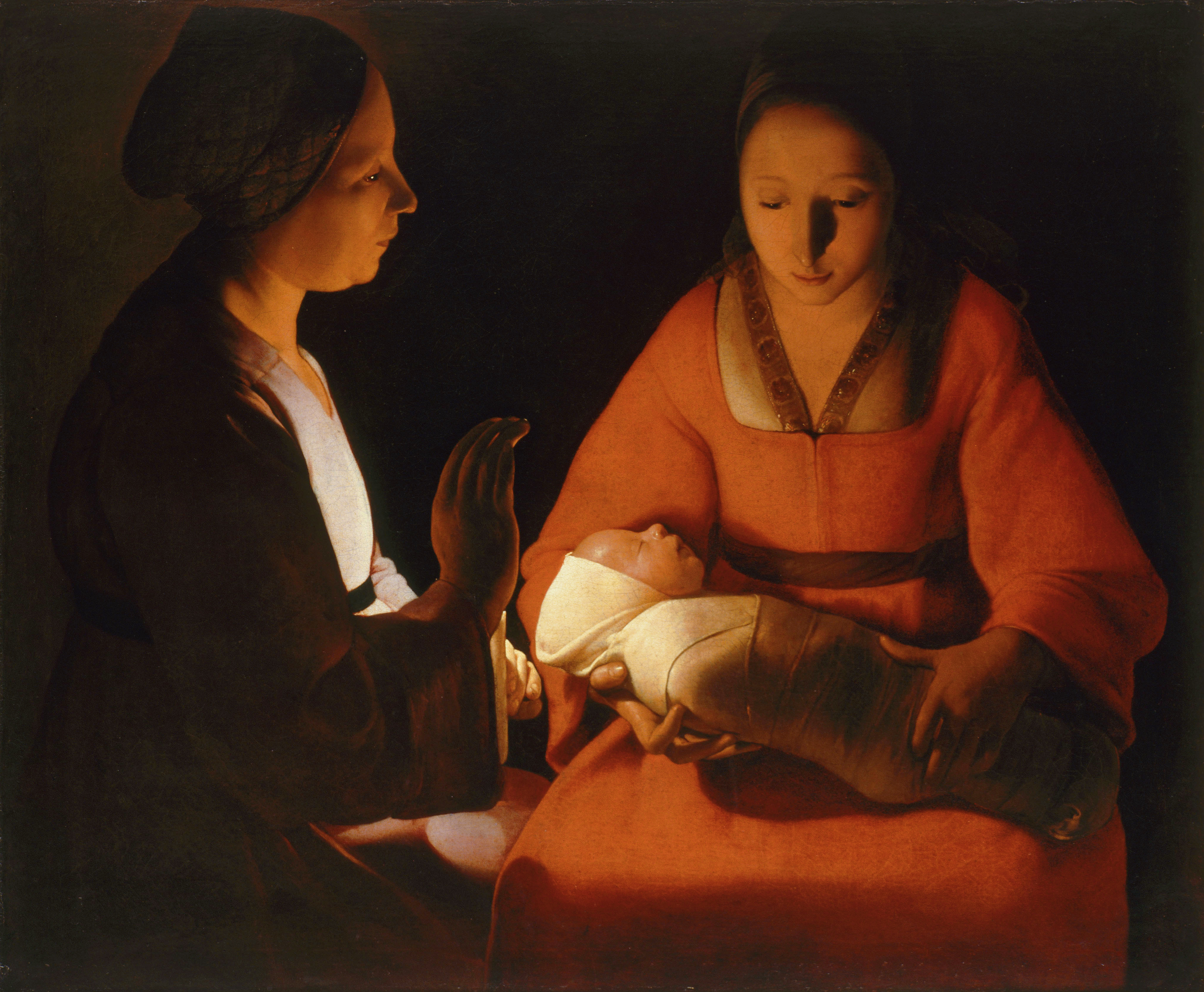
Esej Wstążki Georges de La Tour, Nowo narodzony 1648
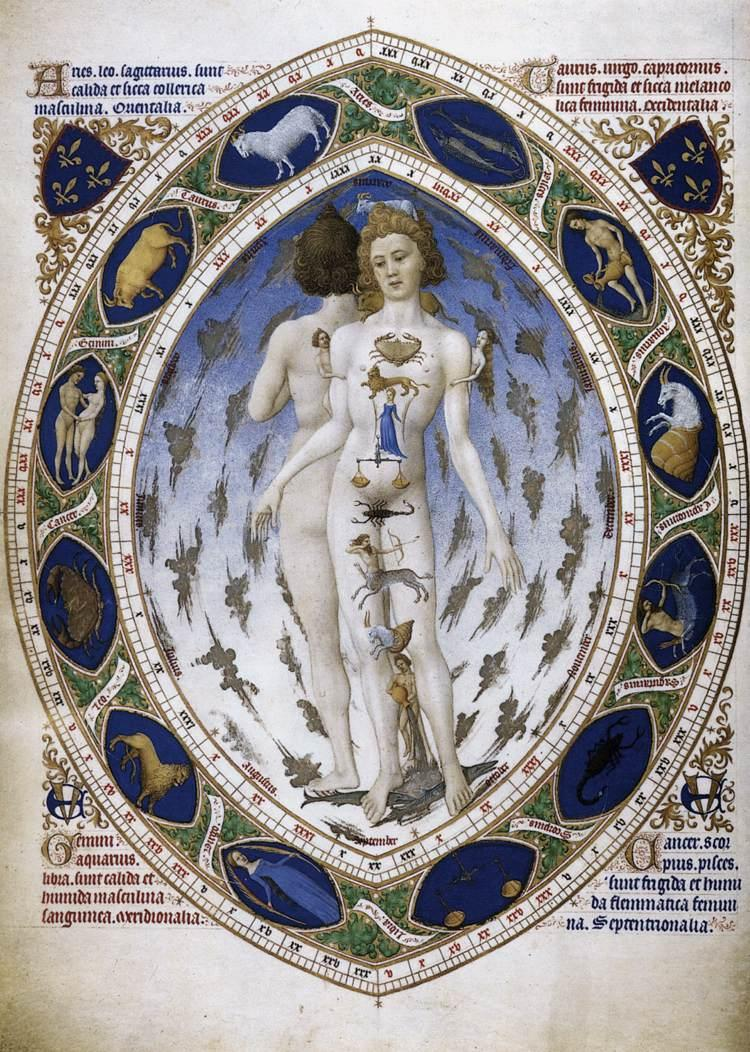
Esej Konstelacje Bracia Limburg, Bardzo bogate godzinki księcia de Berry: Człowiek zodiakalny ok.1415
Esej Eliksir życia Leontopodium alpinum, ilustracja z Codex Bellunensis 1410-130
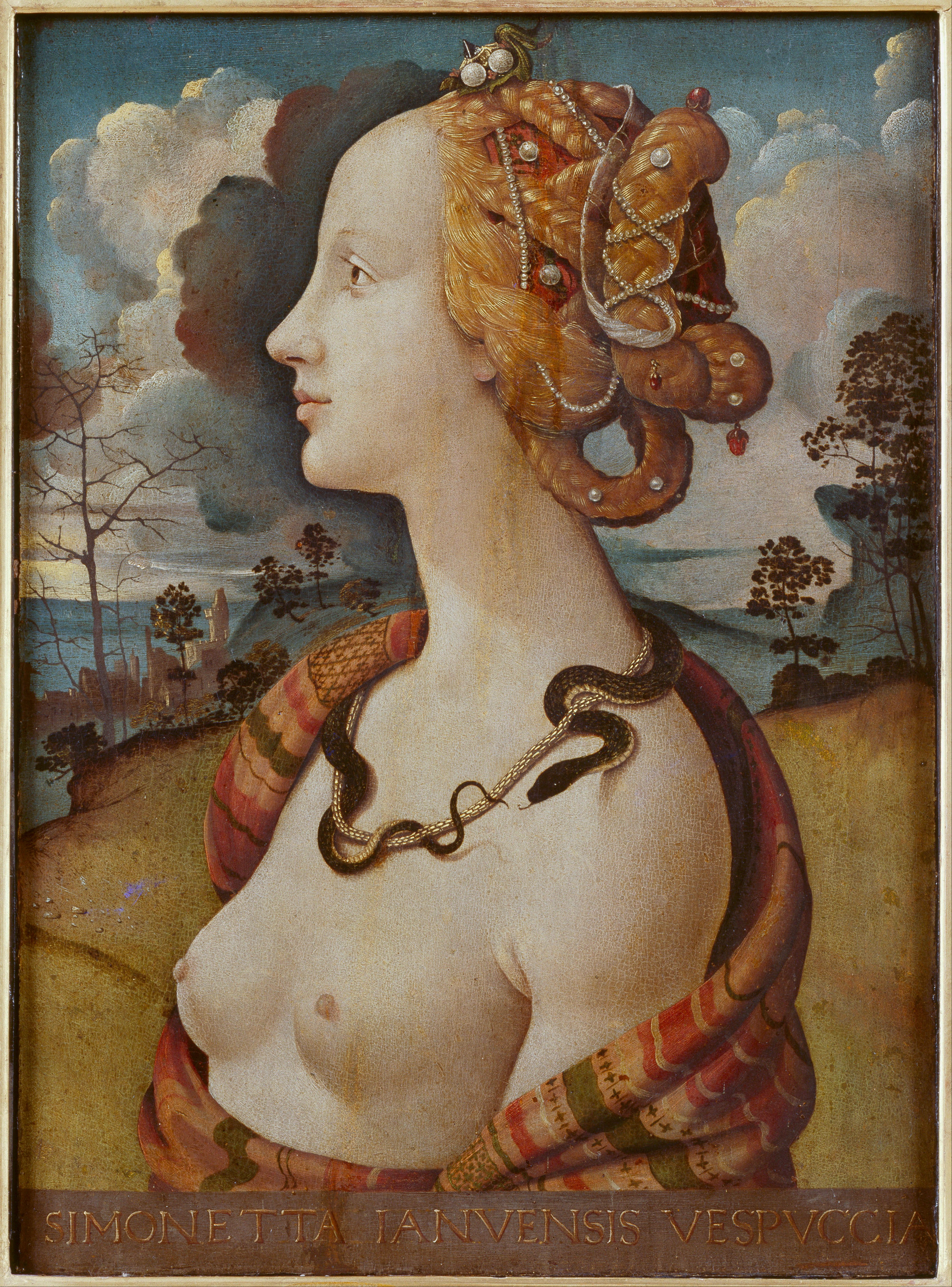
Esej Wężowy splot Piero di Cosimo, Portret Simonetty Vespucci ok. 1480
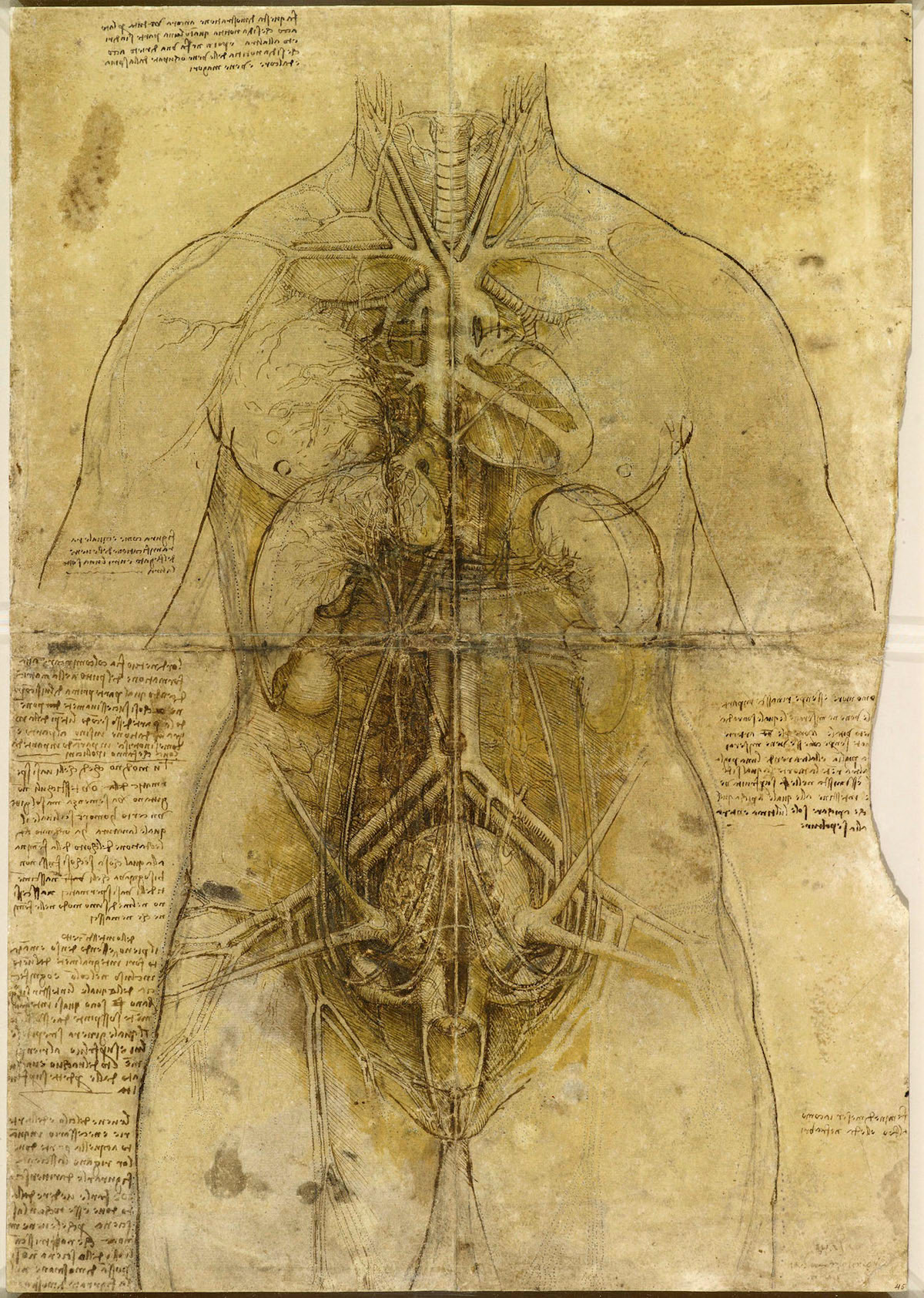
Esej Między sztuka a nauką Leonardo da Vinci, Studium anatomiczne ok. 1510
Rytm serca Avicenna u łoża chorego miniatura przypisywana Walentemu z Pilzna ok. 1480

- Esej Wstążki[3]
Georges de La Tour,
Nowo narodzony 1648
- Esej Konstelacje[4]
Bracia Limburg,
Bardzo bogate godzinki księcia de Berry: Człowiek zodiakalny ok.1415
- Esej Eliksir życia[5]
Leontopodium alpinum, ilustracja z Codex Bellunensis 1410-130
- Esej Wężowy splot[6]
Piero di Cosimo,
Portret Simonetty Vespucci ok. 1480
- Esej Między sztuka a nauką[7]
Leonardo da Vinci,
Studium anatomiczne ok. 1510
- Rytm serca[8]
Avicenna u łoża chorego
miniatura przypisywana Walentemu z Pilzna ok. 1480

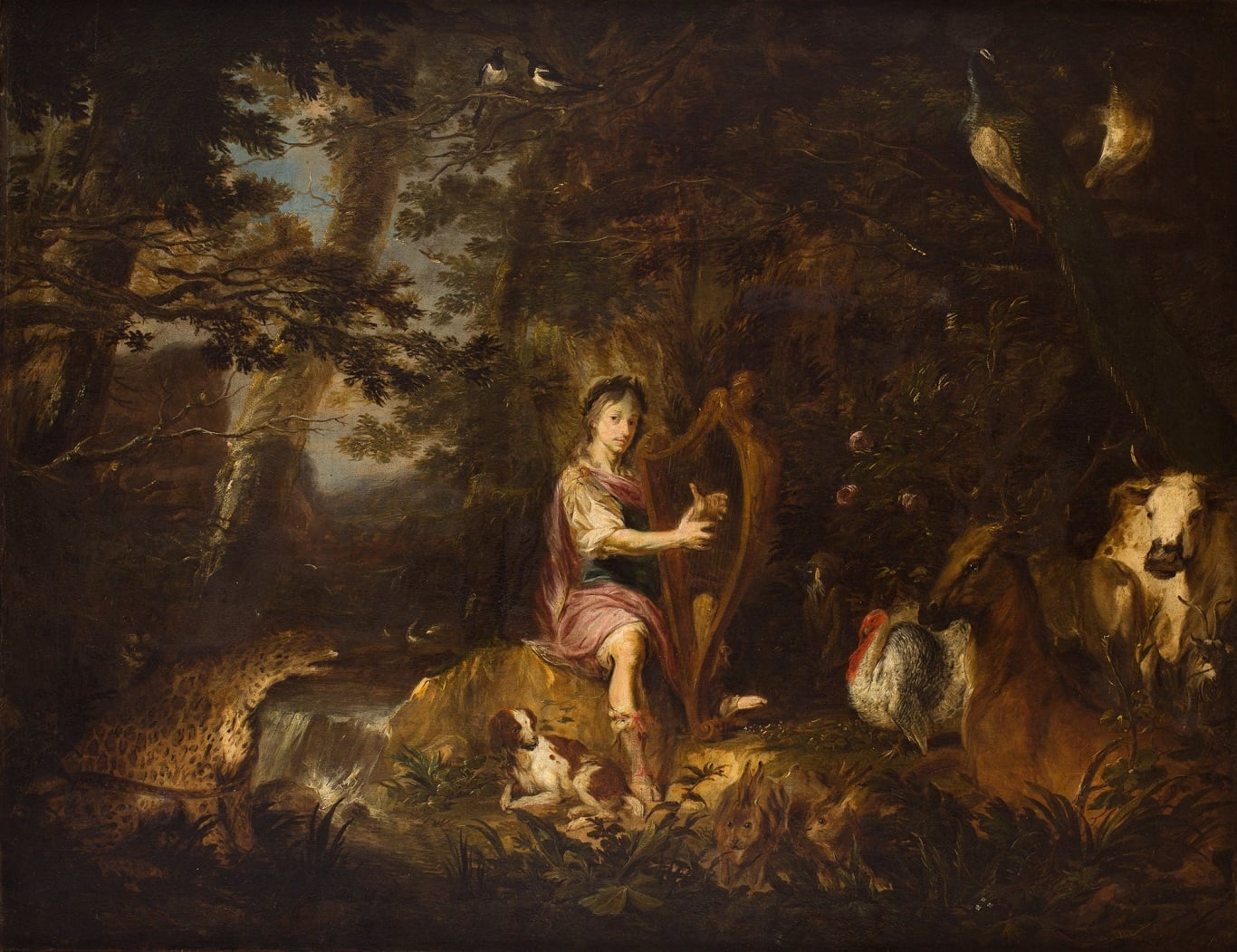
Esej Oczyszczająca moc[9] Michael Willmann, Orfeusz grający na harfie ok. 1670
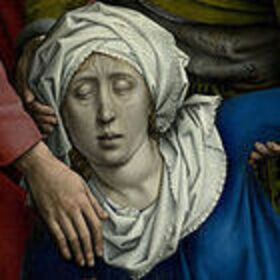
Esej Cierpienie[10] Rogier van der Weyden, Zdjęcie z krzyża fragment ok. 1435
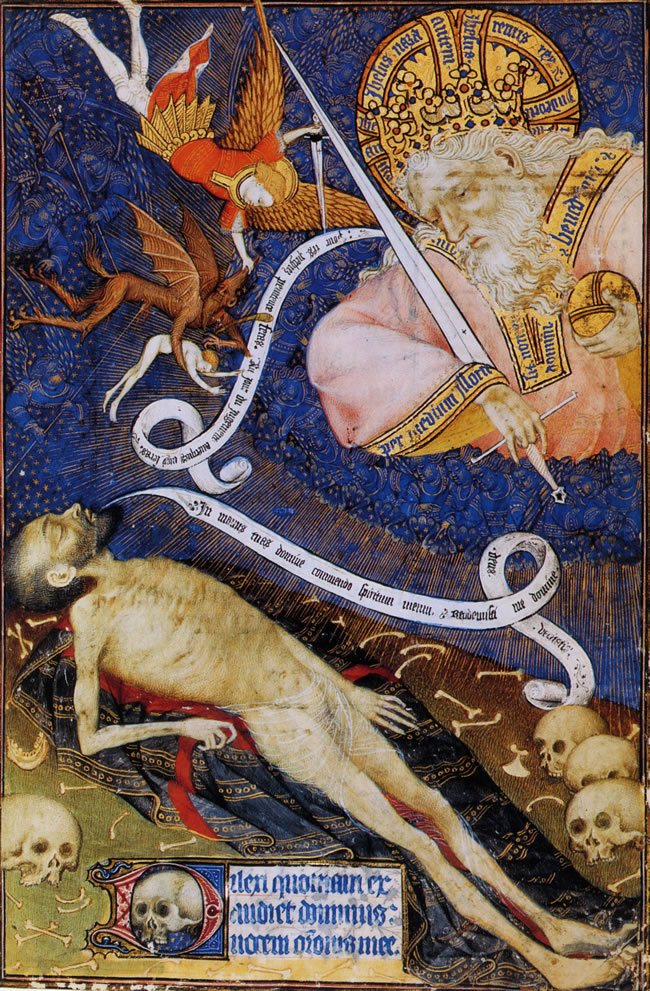
Esej Exitus[11] Mistrz Rohan, Zmarły oddaje duszę Bogu ok. 1410-1430
Esej Chimera[12] Albrecht Dürer, Memento mei ok.1505
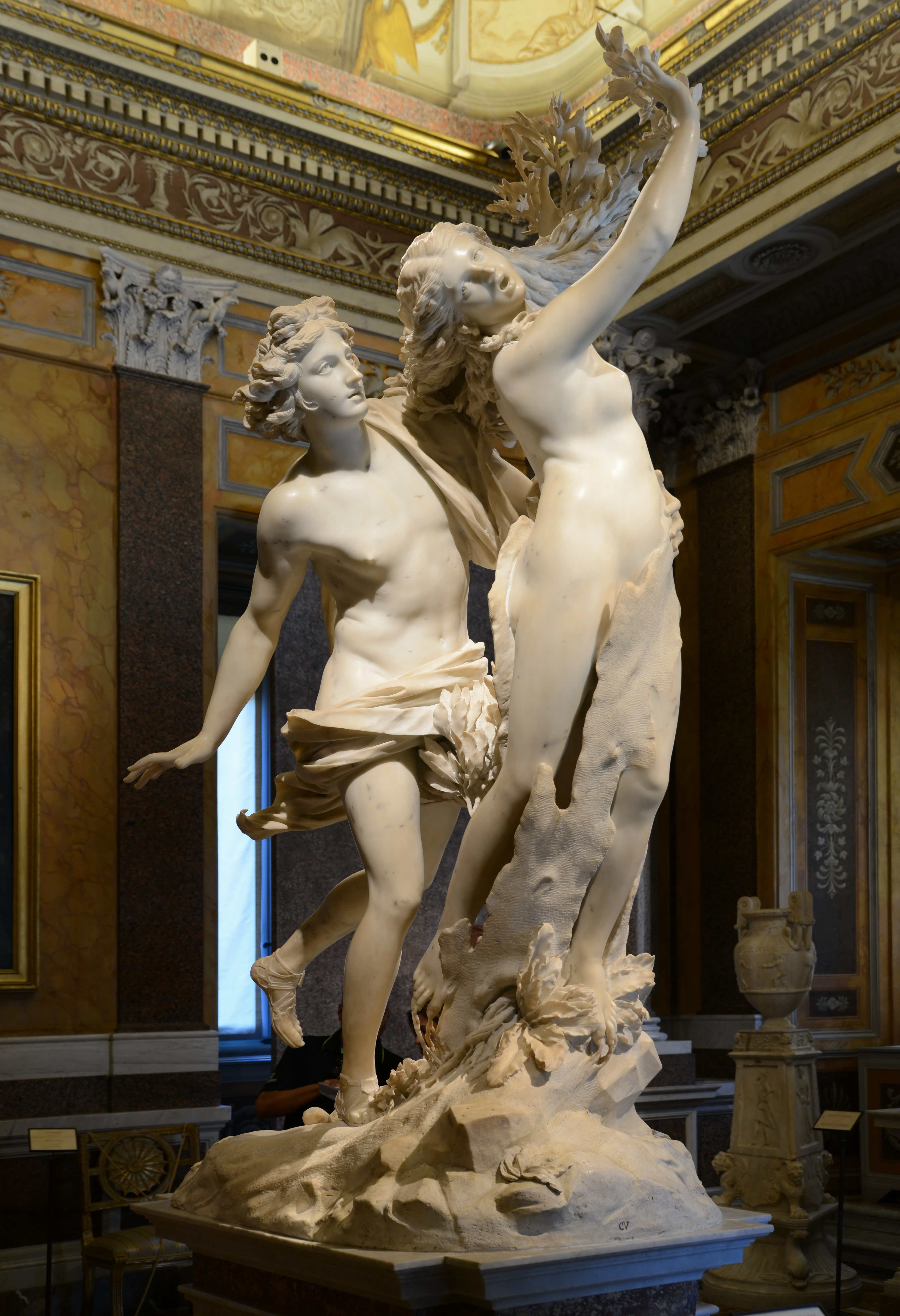
Esej Po genomie[13] Giovanni Lorenzo Bernini, Apollo i Dafne 1622-1625
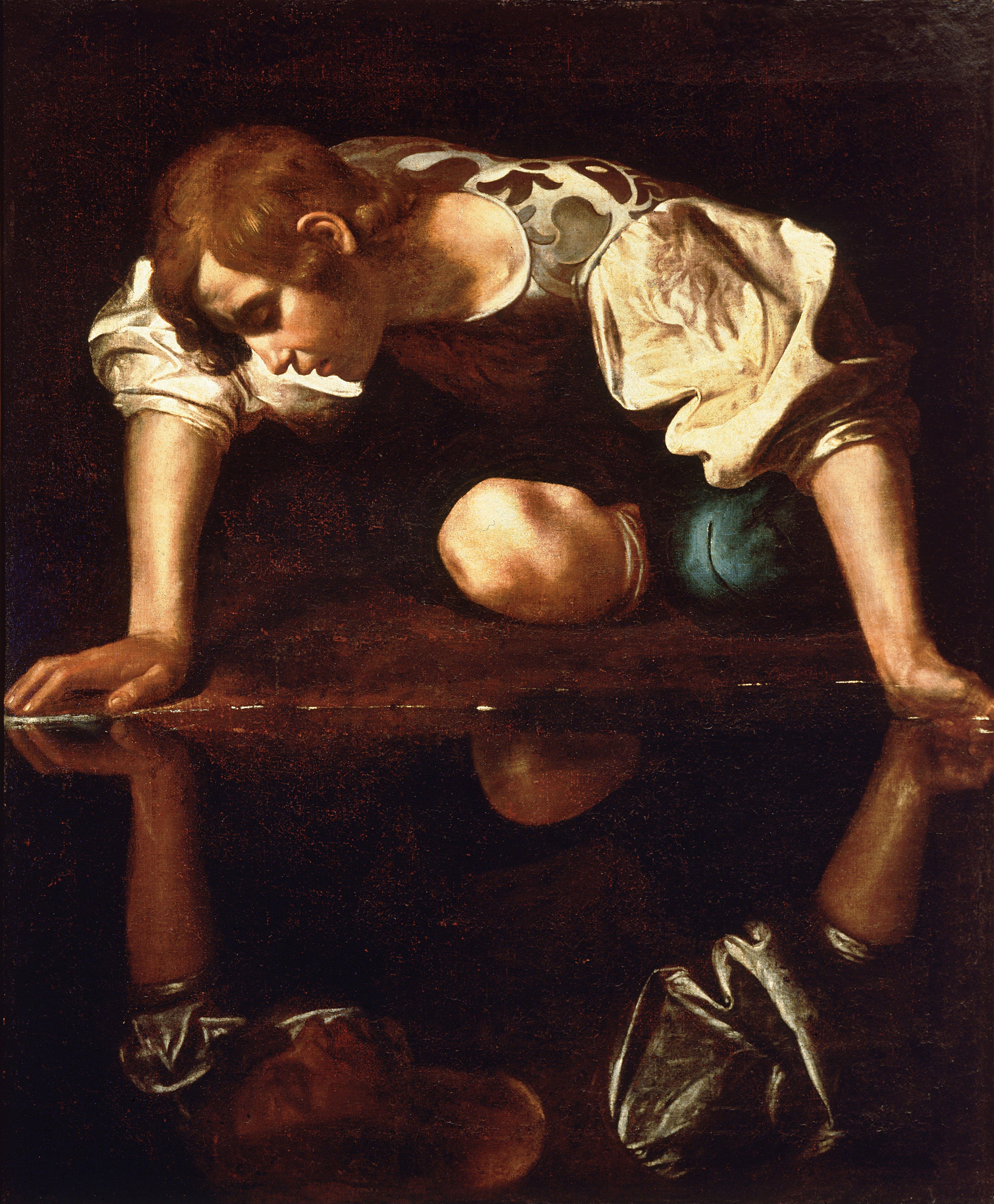
Esej Przemiany i powroty[14] Caravaggio, Narcyz ok. 1600

Wstęp do książki napisał Czesław Miłosz.

## Przekłady
- (ang.) Catharsis: On the Art of Medicine (tł. Antonia Lloyd-Jones)  (ang.)
- (fr.) Catharsis ou L'art de la médecine (tł. Agnès Wisniewski) (fr.)
- (hiszp.) Catarsis : sobre el poder curativo de la naturaleza y del arte (tł. Jerzy Slawomirski, Anna Rubió)

## Recenzje
- MAGDALENA CYBULSKA, AGNIESZKA MŁUDZIK, AGNIESZKA KULA, CZESŁAW JEŚMAN Między medycyną a sztuką – o prozie profesora Andrzeja Szczeklika
- Recenzja: "Katharsis. O uzdrowicielskiej mocy natury i sztuki" Andrzej Szczeklik [online], Onet Kultura, 17 września 2013 [dostęp 2020-08-16] (pol.).
- Marek Mikos, Katharsis. O uzdrowicielskiej mocy natury i sztuki, Szczeklik, Andrzej - Recenzja Marka Mikosa [online], wyborcza.pl [dostęp 2020-08-16].
- H. Gaertner, "Katharsis. O uzdrowicielskiej mocy natury i sztuki" (Andrzej Szczeklik), „Nowotwory. Journal of Oncology”, 53 (4), 2003, s. 466–466, ISSN 2300-2115 [dostęp 2020-08-16].
- Andrzej Szczeklik, Katharsis. O uzdrowicielskiej mocy natury i sztuki (Nasze recenzje) [online], www.oil.org.pl [dostęp 2020-08-16].